# Roland du Luart
Roland Charles Marie Le Gras du Luart de Montsaulnin, marquis du Luart, usuellement appelé Roland du Luart est un aristocrate et homme politique français, né le 12 mars 1940. Membre du parti Les Républicains et implanté dans la Sarthe, il a exercé des mandats à différentes échelles, notamment ceux de maire du Luart de 1965 à 2001 et de sénateur de 1977 à 2014.

## Biographie
Roland Charles Marie Le Gras du Luart de Montsaulnin est le fils de Robert Le Gras du Luart (1903-1952) et d'Elisabeth de La Rochefoucauld (1909-2006). Il est issu d'une famille anoblie en 1589 et titrée marquis sous Louis XV en 1726. Il épouse en 1962 Elisabeth d'Albert de Luynes (née en 1942).
Exploitant agricole et forestier, Roland du Luart a été élu maire du Luart en 1965, à l'âge de 24 ans. Une commune qui porte le nom de sa famille depuis 1726 et qui a toujours connu un Luart à sa tête (sauf pendant l'an II de la République).
À 37 ans il est élu sénateur de la Sarthe le 25 septembre 1977 et prend la succession de son oncle Ladislas du Luart. Réélu le 28 septembre 1986, le 24 septembre 1995 et le 26 septembre 2004, il est secrétaire du Sénat du 7 octobre 1980 au 4 octobre 1989 et en est vice-président de 2004 à 2014.
Le 25 mars 1979, il est élu conseiller général du canton de Tuffé puis réélu en 1985, 1992, 1998 et 2004.
Le 23 mars 1998, il devient président du Conseil général de la Sarthe, succédant jusqu'en 2011 à François Fillon, élu président du Conseil régional des Pays de la Loire.
Depuis 2014, il est le président du Jockey Club de Paris, succédant à François de Cossé-Brissac.

## Mandats
- Sénateur de la Sarthe de 1977 à 2014
  - Vice-président du Sénat d'octobre 2004 à septembre 2011
- Conseiller général de la Sarthe, élu dans le canton de Tuffé, de 1979 à 2011
- Président du Conseil général de la Sarthe de 1998 à 2011
- Maire du Luart de 1965 à 2001
- Adjoint au maire du Luart de 2001 à 2020
- Président de l'Association des Maires de la Sarthe de 1983 à 2008
- Président de la Communauté de communes du Pays de l'Huisne Sarthoise de 1996 à mars 2006

## Décorations
- Médaille de la République orientale de l'Uruguay[3]